# 1070 Туніка
1070 Туніка (1070 Tunica) — астероїд головного поясу, відкритий 1 вересня 1926 року.
Тіссеранів параметр щодо Юпітера — 3,113.